# Гальоло, Риккардо
Риккардо Гальоло (итал. Ricardo Gagliolo; родился 28 апреля 1990 года, Империя, Италия) — итальянский и шведский футболист, защитник клуба «Салернитана». Выступал за сборную Швеции.

## Карьера

### Клубная
Гальоло родился в Империи и стал игроком клуба «Санремезе» летом 2009 года. В ноябре 2011 года он переехал в «Про-Империю», играющей в серии D. Летом 2012 года Гальоло присоединился к «Карпи» — первоначально, на правах аренды. 3 июля 2013 года он подписал новое соглашение с клубом на срок до 2017 года. 24 августа 2013 года Гальоло дебютировал в серии B, начав с поражения 0:1 с «Тернаной», он забил свой первый гол 29 декабря, единственный гол в игре на домашнем матче над «Юве Стабией».
В конце июля 2022 года подписал многолетний контракт с «Реджиной».

### В сборной
Мать Гальоло — шведка. У него есть шведский паспорт и он выразил желание играть за сборную Швеции, в частности с Златаном Ибрагимовичем.
В октябре 2019 года Гальоло вызывался на матчи отборочного турнира Евро-2020 против команд Мальты и Испании. Свой дебютный матч в составе сборной Швеции Риккардо Гальоло провёл 18 ноября 2019 года против сборной Фарерских островов в ходе отборочного турнира Евро-2020.